# Coprosma arborea
Coprosma arborea (Maori: mamangi, Engels: tree coprosma) is een plantensoort uit de sterbladigenfamilie (Rubiaceae). Het is een struikachtige kleine boom die een groeihoogte tot 10 meter kan bereiken. De takken groeien vrij dicht op elkaar. Aan de takken groeien kleine ronde dunne bladeren die een geelgroene kleur hebben.
De soort komt voor in Nieuw-Zeeland, zowel op het Noordereiland als de daar ten noorden van gelegen Driekoningeneilanden. Hij groeit daar in kust-, laagland- tot lager gelegen bergbossen. De boom maakt deel uit van de kroonlaag in kauribossen langs de kust en gemengde pohutukawa-bossen.